# Причальный проезд
Прича́льный проезд — улица на западе Москвы на границе Хорошёво-Мнёвников (СЗАО) и Пресненского района (ЦАО) между Шелепихинским шоссе и Шелепихинской набережной.

## Происхождение названия
Назван в 1965 году по расположению вблизи причалов на Москве-реке.

## Описание
Причальный проезд начинается от Шелепихинского шоссе в месте его перехода в 1-й Силикатный проезд напротив железнодорожной линии Малого кольца МЖД (перегон «Пресня-Товарная»—«Кутузово»), проходит на юго-запад, слева от него отходит 1-я улица Шелепихи, заканчивается на Шелепихинской набережной.

## Учреждения и организации
- Дом 6 — Комплекс на Шелепихе Российского химико-технологического университета имени Д. И. Менделеева[1];
- Дом 7 — школа № 592 - снесена. Ведётся строительство учебного корпуса Романовской школы;
- Дом 8 — Московский жировой комбинат, филиал - снесён. На его месте дом 8 - ЖК Новая Пресня, дом 10 ЖК "Level-Причальный"

## Транспорт
- Автобусы 4, 155, с43.